# FUD
FUD（英語：Fear, Uncertainty, Doubt，意思為懼、惑、疑）最早指IBM销售人员對客戶灌輸阿姆達爾公司和其他競爭對手產品的負面觀念，在顾客的头脑中注入疑惑与惧怕，使顧客誤以為除了該公司的產品外，他們別無其他選擇。
最早出自吉恩·阿姆達爾之口，吉恩·阿姆達爾原為IBM工程師，之後離開IBM自行創立阿姆達爾公司，成為IBM競爭對手。
这种行销手法现在经常用于电脑业界，特別是微软常向客戶宣稱Linux與其他開放原始碼的軟體對客戶有弊無利。

## 外部連結
- FUD的定義（英語）